# 브레이크 업: 이별후애
《브레이크업: 이별후애》(영어: The Break-Up)는 미국에서 제작된 페이튼 리드 감독의 2006년 로맨틱 코미디 드라마 영화이다. 빈스 본, 제니퍼 애니스턴 등이 출연하였고, 스콧 스튜버 등이 제작에 참여하였다.

## 줄거리
연인 사이인 여행 안내인 게리와 화랑 관리자 브룩은 함께 콘도미니엄을 구입해 동거하면서 다툼이 잦아진다. 브룩은 미성숙한 게리가 관계 개선을 위해 노력하지 않는 게 불만이고, 게리는 완벽주의자 브룩이 자신을 통제하려 든다고 불평한다. 결국 브룩은 게리를 차버린다.
그러나 둘은 모두 콘도에서 나가기를 거부한다. 동거인으로 지내기로 합의를 본 두 사람은 서로 상대방을 약 올리려고 기를 쓰는데...

## 출연진
- 빈스 본 - 게리 그러바우스키 역
- 제니퍼 애니스턴 - 브룩 마이어스 역
- 존 패브로 - 존 "조니 오" 오스트로프스키 역
- 콜 하우저 - 루퍼스 그러바우스키 역
- 조이 로런 애덤스 - 애디 존스 역
- 주디 데이비스 - 매릴린 딘 역
- 저스틴 롱 - 크리스토퍼 하이런스 역
- 제이슨 베이트먼 - 마크 리글먼 역
- 아이번 세어게이 - 카슨 위검 역
- 빈센트 도노프리오 - 데니스 그러바우스키 역
- 존 마이클 히긴스 - 리처드 마이어스 역
- 버넌 본 - 하워드 마이어스 역
- 앤마그릿 - 웬디 마이어스 역
- 피터 빌링즐리 - 앤드루 존스 역
- 메리팻 그린 - 미샤 역
- 키어 오도널 - 폴 그랜트, 브룩의 데이트 상대 역
- 제프 스털츠 - 마이크 로런스, 브룩의 데이트 상대 역
- 잭 셰이다 - 매드 도그 킬라 역 (목소리)
- 아든 조 - VIP 파티 손님 역
- 일레인 로빈슨 - 캐럴 그러바우스키 역
- 제인 올더먼 - 그로보스키 부인 역
- 재클린 윌리엄스 - 숀드라 역
- 제인 후 - 다이앤 역
- 리베카 스펜스 - 젠 역
- 티퍼니 L. 애디슨 - 종업원 역
- 수전 메싱 - 관광객 역
- 윌리엄 딕 - 종업원 역
- 니디아 로드리게스 테라시나 - 보트 관광객 역
- 마이클 윈서 - 톤 레인저 역
- 조지 글린 - 케이시 역
- 제임스 김 - 모건 역
- 로버트 크레이머 - 보행자 역
- 제이미 줄리아 파커 - 노터데임 팬 / 미술 견본 시장 고객 역

## 기타 제작진
- 공동 제작: 제러미 개럴릭, 제이 래번더
- 협력 제작: 존 이즈벨, 빅토리아 본
- 배역: 주얼 베스트럽, 진 매카시
- 미술: 앤드루 로스
- 의상: 캐럴 오디츠
- 음악 감독: 존 오브라이언